# Mischkostenarten
Als Mischkostenarten (auch kurz Mischkosten) bezeichnet man in der Kostenartenrechnung diejenigen Kostenarten, für die keine eindeutige Trennung in Fixkosten und variable Kosten möglich ist. Mischkostenarten lassen sich lediglich in Nutz- und Leerkosten spalten.

## Beispiel
Der Stromverbrauch einer Drehmaschine hängt grundsätzlich von deren Laufzeit ab. Würde auf der Maschine permanent produziert (maximale Beschäftigung, sog. Kapazität), so wären diese Kosten vollständig variabel. Wenn die Drehmaschine allerdings kurzzeitig nicht benutzt wird, darf sie unter Umständen nicht komplett abgeschaltet werden, sondern muss in Betriebsbereitschaft gehalten werden. Dadurch entstehen Kosten, die sich weder den fixen noch den variablen Kosten zuordnen lassen.

## Auflösung und Aufteilung der Mischkosten
Insbesondere für die Teilkostenrechnung ist es zwingend notwendig, die Mischkosten in einen fixen und einen variablen Kostenbestandteil aufzusplitten. Zur Ermittlung des variablen Anteils gibt es verschiedene Methoden:

### Mathematische Methode
Die gebräuchlichste Form der Kostensplittung ist die mathematische Methode. Bei ihr wird von einem festen leistungsmengenneutralen und einem linearen leistungsmengeninduzierten Kostenanteil ausgegangen. Zur Anwendung werden zwei Werte benötigt, die unterschiedlichen Beschäftigungen zugrunde liegen. Setzt man die jeweiligen Differenzen zueinander ins Verhältnis, so erhält man den variablen Kostenanteil pro Einheit (auch Grenzkosten genannt):
{\displaystyle K_{\text{variabel}}={\frac {\Delta K_{\text{gesamt}}}{\Delta B}}}
mit
{\displaystyle K_{\text{variabel}}}: variabler Kostenanteil pro Einheit (Grenzkosten)
{\displaystyle K_{\text{gesamt}}}: festgestellte Gesamtkosten
{\displaystyle B}: Beschäftigungsmenge in Einheiten
Die jeweilige Restgröße stellt den Fixkostenanteil dar:
{\displaystyle K_{\text{fix}}=K_{\text{gesamt}}-B\cdot K_{\text{variabel}}}
mit
{\displaystyle K_{\text{fix}}}: Fixkostenanteil
{\displaystyle K_{\text{gesamt}}}: festgestellte Gesamtkosten
{\displaystyle B}: Beschäftigungsmenge in Einheiten
{\displaystyle K_{\text{variabel}}}: variabler Kostenanteil pro Einheit
Beispiel:
Die oben genannte Drehmaschine hat bei einer täglichen Effektivbeschäftigung von 8 Stunden einen Stromverbrauch von 25 kWh (= 5 Euro), bei einer Effektivbeschäftigung von 6 Stunden (Restzeit = Bereitschaft) hat sie einen Stromverbrauch von 20 kWh (= 4 Euro). Aus diesen beiden Erfahrungswerten kann der variable Kostenanteil errechnet werden:
{\displaystyle K_{\text{variabel}}={\frac {5\,{\text{Euro}}-4\,{\text{Euro}}}{8\,{\text{Stunden}}-6\,{\text{Stunden}}}}={\frac {1\,{\text{Euro}}}{2\,{\text{Stunden}}}}=0{,}50\,{\text{Euro}}/{\text{Betriebsstunde}}}
Die Fixkosten betragen
{\displaystyle K_{\text{fix}}=5\,{\text{Euro}}-8\,{\text{Stunden}}\cdot 0{,}50\,{{\text{Euro}}/{\text{Betriebsstunde}}}=1\,{\text{Euro}}}

### Grafische Methode und Methode der kleinsten Quadrate
Bei dieser Methode werden die verursachten Kosten und die dazugehörige Beschäftigung monatlich erfasst und in einem Koordinatensystem (x-Achse: Beschäftigung; y-Achse: Kosten) eingetragen. Am Jahresende wird eine Regressionsgerade durch die 12 aufgezeichneten Punkte gelegt. Aus deren Schnittpunkt mit der y-Achse ergibt sich dann der Fixkostenanteil. Die Differenz zur tatsächlichen Kostenhöhe stellt folglich den variablen Kostenanteil dar. Auch diese Methode geht von einem linearen Zusammenhang zwischen Beschäftigung und Kosten aus.